# West Logan
West Logan est une ville américaine située dans le comté de Logan, dans l'État de la Virginie-Occidentale. En 2010, sa population est de 424 habitants.

## Démographie
| Groupe            | West Logan | Virginie-Occidentale | États-Unis |
| ----------------- | ---------- | -------------------- | ---------- |
| Blancs            | 97,4       | 93,9                 | 72,4       |
| Métis             | 1,4        | 1,5                  | 2,9        |
| Asiatiques        | 0,9        | 0,7                  | 4,8        |
| Noirs             | 0,2        | 3,4                  | 12,6       |
| Autres            | 0          | 0,6                  | 7,3        |
| Total             | 100        | 100                  | 100        |
|                   |            |                      |            |
| Latino-Américains | 0          | 1,2                  | 16,7       |

Selon l'American Community Survey, pour la période 2011-2015, 83,46 % de la population âgée de plus de 5 ans déclare parler l'anglais à la maison, 15,44 % déclare parler une langue chinoise et 1,10 % une autre langue.